# Brasilostreptus gracilis
Brasilostreptus gracilis är en mångfotingart som beskrevs av Karl Wilhelm Verhoeff 1938. Brasilostreptus gracilis ingår i släktet Brasilostreptus och familjen Spirostreptidae. Inga underarter finns listade i Catalogue of Life.